# Sinagoga Neve Shalom
La sinagoga Neve Shalom (בית הכנסת נווה שלום in ebraico) è un edificio di culto ebraico situato nel centro della capitale del Suriname Paramaribo. Sorge accanto alla moschea di Keizerstraat.

## Storia
Nel 1716 la comunità ebraica sefardita comprò un lotto di terreno per costruirvi una sinagoga e sette anni dopo l'edificio fu ultimato. Nel 1735 il tempio fu venduto alla comunità askenazita. Tra il 1835 ed il 1837 la sinagoga fu completamente rifatta nelle forme attuali.

## Descrizione
La sinagoga si presenta come un edificio in legno in stile neoclassico. L'interno è caratterizzato dal pavimento ricoperto di sabbia, la cui presenza richiama sia l'Esodo quarantennale attraverso il deserto del Sinai sia il sistema usato dai marrani per coprire i rumori delle loro preghiere durante l'Inquisizione.